# Willie's Magic Wand
Willie's Magic Wand est un film muet britannique réalisé par Walter R. Booth, sorti en 1907. 

## Fiche technique
- Titre original : Willie's Magic Wand
- Réalisation : Walter R. Booth
- Production Urban Trading Company
- Pays de production : Grande-Bretagne
- Format : noir et blanc
- Genre : Comédie
- Durée : 3 minutes
- Date de sortie :
  - Royaume-Uni : juillet 1907